# Giorgi Papunaszwili
Giorgi Papunaszwili (gruz. გიორგი პაპუნაშვილი, ur. 2 września 1995 w Tbilisi) – gruziński piłkarz grający na pozycji prawego pomocnika. Od 2023 jest zawodnikiem Kapaz. Gra również w reprezentacji Gruzji.

## Kariera piłkarska
Swoją karierę piłkarską Papunaszwili rozpoczął w 2004 roku w klubie Dinamo Tbilisi. W 2012 roku został członkiem zespołu rezerw grającego w drugiej lidze gruzińskiej. Zadebiutował w nim 29 października 2012 w wygranym 2:0 wyjazdowym meczu z Imereti Choni. W 2013 roku awansował do pierwszego zespołu. Swój debiut w nim w pierwszej lidze zaliczył 30 listopada 2013 w wygranym 4:0 wyjazdowym meczu ze Spartaki Cchinwali. W sezonie 2013/2014 wywalczył z Dinamem dublet – mistrzostwo Gruzji oraz Puchar Gruzji. Z kolei w sezonie 2014/2015 został wicemistrzem kraju i ponownie sięgnął po krajowy puchar.
Latem 2015 roku Papunaszwili został wypożyczony do zespołu rezerw Werderu Brema, grających w 3. Lidze. Swój debiut w nich zanotował 1 sierpnia 2015 w przegranym 0:2 domowym meczu z Energie Cottbus.
| Sezon   | Klub             | Kraj   | Rozgrywki     | Mecze | Gole |
| ------- | ---------------- | ------ | ------------- | ----- | ---- |
| 2012/13 | Dinamo-2 Tbilisi | Gruzja | Pirweli Liga  | 5     | 0    |
| 2013/14 | Dinamo Tbilisi   | Gruzja | Umaglesi Liga | 15    | 3    |
| 2014/15 | Dinamo Tbilisi   | Gruzja | Umaglesi Liga | 21    | 14   |
| 2015/16 | Dinamo Tbilisi   | Gruzja | Umaglesi Liga | 0     | 0    |
| 2015/16 | Werder Brema II  | Niemcy | 3. liga       |       |      |

## Kariera reprezentacyjna
Papunaszwili grał w młodzieżowych reprezentacjach Gruzji na różnych szczeblach wiekowych. W dorosłej reprezentacji Gruzji zadebiutował 3 czerwca 2014 roku w przegranym 0:1 towarzyskim meczu ze Zjednoczonymi Emiratami Arabskimi, rozegranym w Meyrinie. W 72. minucie tego meczu zmienił Tornike Okriaszwilego.